# Jakob Glanz
Jakob Glanz († 18. Jahrhundert) war ein deutscher Tischler und Holzschnitzer aus Waldshut. Er war 1742 und 1743 mitverantwortlich für die Herstellung des Chorgestühls, der Chorbalustraden und der Altäre beim barocken Umbau des Verenastiftes in Zurzach im Kanton Aargau.